# Бюрде, Самуэль Готлиб
Самуэль Готлиб Бюрде (нем. Samuel Gottlieb Bürde; 7 декабря 1753, Бреслау —28 апреля 1831, Берлин) — немецкий поэт.

## Биография
Сын церковного служителя. После окончания гимназии, изучал право в университете Галле.
В 1776—1778 учительствовал в родном городе. Позже сопутствовал прусскому министру графу фон Гаугвицу в путешествии по Швейцарии и Италии, которое он описал в 1785 году.
В 1783 году был назначен секретарём пограничной комиссии с Речью Посполитой, с 1795 года — личным секретарь министра финансов Силезии. В 1815 году назначен королевским придворным советником.
Умер в 1831 году в Берлине.

## Творчество
Приобрел известность как автор религиозных песен.

## Избранные произведения
- Geistliche Poesien (1787)
- Erbauungsgesänge für den Landmann (1817)
- Steil und dornig ist der Pfad, der uns zur Vollendung leitet
- Meines Herzens Freude ist nur die, daß ich nie mich von Jesus scheide
- Uns, die Gebundnen, zu befreien, der Unheilbaren Heil zu sein, ist er herabgekommen
- Wann der Herr einst die Gefangnen ihrer Bande ledig macht, o dann schwinden die vergangnen Leiden wie ein Traum der Nacht
- Wenn der Herr einst die Gefangnen
- Erzählung von einer gesellschaftlichen Reise durch einen Theil der Schweiz und des obern Italiens и др.

Перевёл с английского на немецкий язык поэму Джона Мильтона «Потерянный рай» .